# NGC 7444
NGC 7444 é uma galáxia lenticular (S0) localizada na direcção da constelação de Aquarius. Possui uma declinação de -12° 50' 03" e uma ascensão recta de 23 horas, 00 minutos e 08,8 segundos.
A galáxia NGC 7444 foi descoberta em 3 de Outubro de 1785 por William Herschel.